# Шефер, Томас
Томас Шефер (нем. Thomas Schäfer; 22 февраля 1966, Хемер, Северный Рейн-Вестфалия — 28 марта 2020, Хоххайм-ам-Майн, Гессен) — германский государственный и политический деятель. Бывший член Христианско-демократического союза Германии (ХДС). С 2010 по 2020 год был министром финансов Гессена.

## Ранний период жизни и образование
Родился в Хемере и вырос в Биденкопфе. В 1985 году после получения аттестата зрелости работал в местной сберегательной кассе. Изучал право в Марбургском университете, который окончил в 1997 году.
С 1995 по 1998 год преподавал частное и публичное право в Deutsche Angestellten-Akademie в Марбурге. С 1998 года работал юристом в Commerzbank во Франкфурте-на-Майне. В 1999 году получил докторскую степень под руководством Вернера Фрочера.

## Политическая карьера
В 1980 году присоединился к «Молодёжному союзу Германии» «ХДС / ХСС» и был членом правления с 1985 по 1999 год. В 1999 году после подведения итогов выборов в земле Гессен возглавил офис министра юстиции Кристиана Вагнера, а с 2002 года — офис премьер-министра Гессена Роланда Коха. С ноября 2005 по 2009 год был госсекретарем министра труда, семьи и здравоохранения Юргена Банцера. Во время финансового кризиса 2007—2008 годов координировал усилия государства по спасению компании Opel, базирующегося в Рюссельсхайме, совместно с тремя другими землями, где у этой компании были заводы. В феврале 2009 года стал госсекретарем министра финансов Карлхайнца Веймара.
В августе 2010 года стал министром финансов Гессена при новом премьер-министре Фолькере Буффье. С 2014 года был членом ландтага Гессена. В 2018 году был переизбран прямым голосованием. Считался вероятным преемником Фолькера Буффье.
27 марта 2020 года вместе с министром экономики Гессена Тареком Аль-Вазиром объявил о финансовой помощи земли в связи с пандемией COVID-19 для фрилансеров и малого бизнеса. Томас Шефер заявил: «борьба с коронавирусным кризисом не потерпит неудачу из-за нехватки денег».

## Смерть
Утром 28 марта 2020 года тело Томаса Шефера было найдено рядом с линией высокоскоростной железной дороги Кёльн — Франкфурт-на-Майне недалеко от Хоххайма-на-Майне и полиция предположила, что он покончил с собой. Его смерть стала шоком, поскольку за несколько дней до этого он сказал, что работа является для него «удовольствием и честью». Был известен как веселый человек с хорошим чувством юмора, хотя в последнее время заметно похудел. По словам Фолькера Буффье, Томас Шефер был обеспокоен финансовой реакцией на пандемию коронавируса в Германии. У него остались жена и двое детей. Преемником на должности министра финансов Гессена стал Михаэль Бодденберг.